# Paceña
 (mai 2021).
Si vous disposez d'ouvrages ou d'articles de référence ou si vous connaissez des sites web de qualité traitant du thème abordé ici, merci de compléter l'article en donnant les références utiles à sa vérifiabilité et en les liant à la section « Notes et références ».
La Paceña est une bière bolivienne brassée par Cervecería Boliviana Nacional (CBN).

## Fabrication
Deux types de Paceña sont fabriquées : 
- la Paceña Pilsener, brassée à La Paz. Elle contient 10,8 % de moût et a une saveur amère. Sa consistance est similaire à celle de la lager. Elle est fabriquée à plus de 3 600 m d'altitude avec l'eau de la Cordillère des Andes. Du fait de l'altitude, la température d'ébullition de l'eau est de 87 °C, la cuisson se fait donc sous pression.
- la Paceña Pilsener Tropical Extra, brassée à Santa Cruz. Elle contient 11,6 % de moût et a une saveur amère à cause de sa fermentation lente. Par le passé de la papaïne et de l'acide ascorbique étaient ajoutés pour la stabilité, mais les progrès technologique ne rendent plus cet ajout nécessaire.

## Production
La production annuelle de la Paceña Pilsener est de 850 000 hl, celle de la Paceña Pilsener Tropical Extra est de 845 000 hl. La plus grande partie de la production est destinée au marché national et sa distribution se fait en bouteilles jetables et en canettes de contenance variable.

### Exportation
Les exportations sont principalement vers le Chili avec 13 000 hl par an, et une partie de la production est envoyée vers les États-Unis, vers l'Espagne, vers le Royaume-Uni, vers le Japon, vers l'Australie et vers la Suisse.
Selon une étude réalisée par le Servicio Nacional del Consumidor chilien, la Paceña est la 4e marque de bière préférée des chiliens parmi 17 marques :
| Marque    | Saveur | Couleur | Qualité de la bière | Pureté de la saveur | Corps | Effet du CO2 | Amertume | Moyenne |
| --------- | ------ | ------- | ------------------- | ------------------- | ----- | ------------ | -------- | ------- |
| Paulaner  | 4,27   | 4,00    | 4,00                | 4,00                | 3,64  | 3,73         | 2,73     | 3,77    |
| Kunstmann | 3,55   | 4,00    | 3,73                | 3,91                | 4,00  | 3,64         | 3,27     | 3,73    |
| Heineken  | 3,91   | 3,73    | 3,91                | 3,64                | 3,82  | 4,09         | 2,73     | 3,69    |
| Paceña    | 3,82   | 3,36    | 4,36                | 3,64                | 3,82  | 3,55         | 3,09     | 3,66    |